# هرمان فرانز موريتز كوب
هرمان فرانز موريتز كوب (بالألمانية: Hermann Kopp)‏ هو كيميائي وأستاذ جامعي ألماني، ولد في 30 أكتوبر 1817 في هاناو في ألمانيا، وتوفي في 20 فبراير 1892 في هايدلبرغ في ألمانيا.

## وصلات خارجية
- هرمان فرانز موريتز كوب على موقع الموسوعة البريطانية (الإنجليزية)